# Campeonato Mundial de Lacrosse 2014
El Campeonato Mundial de Lacrosse de 2014 (en inglés: 2014 FIL World Lacrosse Championship) organizado por la Federación de Lacrosse Internacional, fue la decimosegunda edición del Campeonato Mundial de Lacrosse. Se llevó a cabo del 10 al 19 de julio en el complejo Dick's Sporting Goods Park localizado en Denver, Colorado. En total participaron 38 naciones, incluyendo nueve por primera ocasión (Bélgica, China, Colombia, Costa Rica, Israel, Rusia, Tailandia, Turqui y Uganda).
En el juego por el campeonato, Canadá obtuvo su tercer título después de vencer a Estados Unidos 8-5 en frente de 11,861 espectadores. El portero canadiense Dillon Ward fue nombrado el jugador más valioso del torneo tras realizar 10 salvadas en el juego de campeonato, convirtiéndose en el primero portero en recibir dicha distinción.
La Confederación Iroquesa terminó en tercer lugar al derrotar a Australia 16-5 en el partido por el tercer lugar. Por primera vez en este tipo de competiciones, los iroqueses lograron subirse al podio, también, fue la primera vez que el representativo de Australia no consigue estar entre los tres primeros.

## Tabla final
| Lugar | Equipo                 | Div | PJ | G | P | GF  | GC  | DG  |
| ----- | ---------------------- | --- | -- | - | - | --- | --- | --- |
| 1     | Canadá                 | 2   | 7  | 6 | 1 | 91  | 39  | +52 |
| 2     | Estados Unidos         | 1   | 7  | 6 | 1 | 112 | 34  | +78 |
| 3     | Confederación Iroquesa | 3   | 8  | 5 | 3 | 96  | 75  | +21 |
| 4     | Australia              | 4   | 8  | 3 | 5 | 62  | 106 | -44 |
| 5     | Inglaterra             | 6   | 8  | 3 | 5 | 67  | 106 | -39 |
| 6     | Escocia                | 1   | 8  | 6 | 2 | 117 | 68  | +49 |
| 7     | Israel                 | 1   | 8  | 6 | 2 | 120 | 47  | +73 |
| 8     | Japón                  | 5   | 8  | 2 | 6 | 77  | 124 | -47 |
| 9     | Alemania               | 1   | 8  | 6 | 2 | 87  | 59  | +28 |
| 10    | Irlanda                | 1   | 8  | 6 | 2 | 105 | 63  | +42 |
| 11    | Suecia                 | 2   | 8  | 6 | 2 | 94  | 63  | +31 |
| 12    | Nueva Zelanda          | 1   | 8  | 4 | 4 | 98  | 75  | +23 |
| 13    | Finlandia              | 1   | 8  | 6 | 2 | 98  | 40  | +58 |
| 14    | República Checa        | 1   | 7  | 4 | 3 | 69  | 46  | +23 |
| 15    | Suiza                  | 2   | 8  | 5 | 3 | 63  | 67  | -4  |
| 16    | Países Bajos           | 1   | 7  | 2 | 5 | 72  | 69  | +3  |
| 17    | Gales                  | 2   | 7  | 5 | 2 | 81  | 52  | 29  |
| 18    | Italia                 | 2   | 8  | 5 | 3 | 97  | 89  | +8  |
| 19    | Letonia                | 3   | 8  | 5 | 3 | 113 | 81  | +32 |
| 20    | Polonia                | 2   | 7  | 3 | 4 | 78  | 59  | +19 |
| 21    | Hong Kong              | 2   | 8  | 5 | 3 | 78  | 103 | -25 |
| 22    | Turquía                | 3   | 8  | 4 | 4 | 50  | 55  | -5  |
| 23    | México                 | 2   | 7  | 3 | 4 | 58  | 72  | -14 |
| 24    | Bermuda                | 2   | 7  | 2 | 5 | 64  | 86  | -22 |
| 25    | Noruega                | 3   | 7  | 5 | 2 | 88  | 63  | +25 |
| 26    | Eslovaquia             | 3   | 7  | 3 | 4 | 57  | 70  | -13 |
| 27    | Bélgica                | 4   | 8  | 4 | 4 | 60  | 61  | -1  |
| 28    | Austria                | 3   | 8  | 3 | 5 | 71  | 70  | +1  |
| 29    | Tailandia              | 4   | 8  | 4 | 4 | 81  | 82  | -1  |
| 30    | España                 | 3   | 7  | 2 | 5 | 49  | 83  | -34 |
| 31    | Francia                | 3   | 7  | 2 | 5 | 50  | 76  | -26 |
| 32    | Rusia                  | 3   | 8  | 2 | 6 | 46  | 80  | -34 |
| 33    | China                  | 4   | 7  | 3 | 4 | 61  | 101 | -40 |
| 34    | Uganda                 | 4   | 7  | 2 | 5 | 40  | 78  | -38 |
| 35    | Corea del Sur          | 4   | 7  | 2 | 5 | 70  | 91  | -21 |
| 36    | Argentina              | 4   | 7  | 1 | 6 | 38  | 71  | -33 |
| 37    | Colombia               | 4   | 6  | 1 | 5 | 28  | 74  | -46 |
| 38    | Costa Rica             | 4   | 6  | 0 | 6 | 15  | 104 | -89 |

## Premios
Al terminar el torneo se entregaron los siguientes premios. 

•MVP: Dillon Ward 

•Mejor atacante: Rob Pannell  

•Mejor mediocampista: Paul Rabil  

•Mejor defensa: Tucker Durkin  

•Mejor portero: Dillon Ward 

### Equipo ideal
El equipo ideal de la competición estuvo conformado por cuatro jugadores canadienses, cuatro estadounidenses y dos de la Confederación Iroquesa.
| Atacante                                 | Mediocampista                           | Defensa                                   | Portero     |
| ---------------------------------------- | --------------------------------------- | ----------------------------------------- | ----------- |
| Curtis Dickson Rob Pannell Lyle Thompson | Paul Rabil Jeremy Thompson David Lawson | Tucker Durkin Brodie Merrill Kyle Rubisch | Dillon Ward |

### Equipo presidencial
El Equipo presidencial (en inglés:President's Team) es un honor entregado a los diez mejores jugadores fuera de la división azul. 

• Kyle Buchanan

• Ryan Licht

• Matt MacGrotty

• Jimmy McBride

• Jordan McBride

• Jonathan Munk

• Kevin Powers

• Ben Smith

• Ari Sussman

• James Van de Veerdon